# Scytalopus whitneyi
A Scytalopus whitneyi a madarak osztályának verébalakúak (Passeriformes) rendjébe és a fedettcsőrűfélék (Rhinocryptidae) családjába tartozó faj.

## Rendszerezése
A fajt Niels Krabbe, Jon Fjeldså, Peter A. Hosner, Mark B. Robbins és Michael J. Andersen írták le 2020-ban.

## Előfordulása
Andokban, Peru területén honos.

## Természetvédelmi helyzete
Az elterjedési területe kicsi. A Természetvédelmi Világszövetség Vörös listáján nem szerepel.